# Philippe VI của Pháp
Philippe VI của Pháp (tiếng Pháp: Philippe; 1293 - 22 tháng 8 năm 1350), được gọi là Fortunate (tiếng Pháp: le Fortuné) là bá tước của Valois, là vị vua đầu tiên của Pháp từ triều đại Nhà Valois. Ông trị vì từ năm 1328 cho đến khi qua đời. Triều đại của Philip bị chi phối bởi hậu quả của một cuộc tranh chấp liên tiếp. Khi vua Charles IV qua đời mà không có người thừa kế nam vào năm 1328, người họ hàng gần nhất là cháu trai của ông Edward III của Anh. Lễ đăng quang sắp được tổ chức tại Pháp, tuy nhiên, Edward không đủ điều kiện để thừa kế ngai vàng Pháp thông qua dòng nữ theo Luật Salic cổ đại. Thay vào đó, Philip, là anh em con chú con bác của Charles IV, đã gia nhập danh sách thừa kế. Lúc đầu, Edward dường như chấp nhận hoàng tộc kế vị Valois để giành vương miện, nhưng ông ta đã nhấn mạnh yêu sách của mình lên ngai vàng nước Pháp sau một loạt bất đồng với Philip. Kết quả là sự khởi đầu của Chiến tranh Trăm năm vào năm 1337.
Sau những thành công ban đầu trên biển của Edward, hải quân của Philip đã bị tiêu diệt tại Trận Sluys năm 1340, đảm bảo rằng chiến tranh sẽ xảy ra trên lục địa. Người Anh chiếm một lợi thế quyết định khác trong Trận Crécy (1346), trong khi Cái chết đen tấn công nước Pháp, gây thêm bất ổn cho đất nước và khiến cho đát nước bị mất tình thế.
Năm 1349, Philip VI đã mua chức danh Dauphiné từ người cai trị bị hủy hoại của chức danh đó là Humbert II và giao cho chính quyền của tỉnh này cho cháu trai Charles. Philip VI qua đời năm 1350 và được con trai Jean II, người Tốt, kế vị.

## Cuộc sống ban đầu
Chỉ có một chút biên niên sử được ghi lại về thời thơ ấu và tuổi trẻ của Philip, phần lớn do ông là người sinh ra trong gia đình hoàng gia. Cha của Philip, Charles, Bá tước xứ Valois, là một em trai của Vua Philip IV của Pháp, người đã nỗ lực trong suốt cuộc đời mình để giành lấy ngai vàng Pháp nhưng không bao giờ thành công. Ông qua đời năm 1325 lúc 55 tuổi, để lại đứa con trai cả Philip là người thừa kế của các quận Anjou, Maine và Valois.

## Lên ngôi

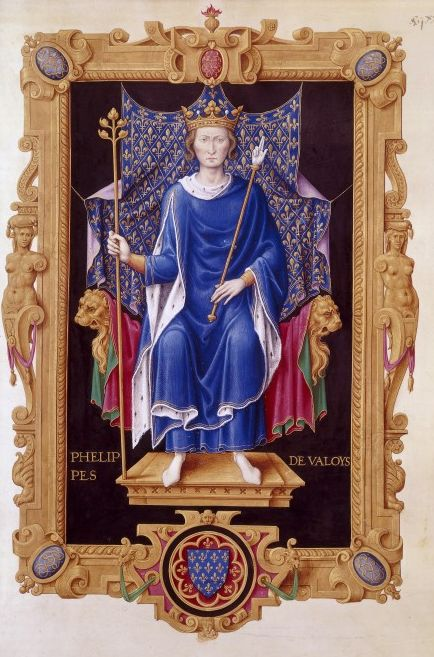
Philip VI của Pháp

Năm 1328, người anh em họ đầu tiên của Philip là Charles IV qua đời mà không có con trai trong khi goá phụ của Charles, Jeanne d'Évreux đang mang thai. Philip là một trong hai người yêu sách chính lên ngôi. Người còn lại là Vua Edward III của Anh, là con trai của chị gái họ của Philip, Isabelle của Pháp và Navarra và là người họ hàng gần nhất của ông. Câu hỏi đặt ra là liệu Isabella có nên truyền đi một yêu sách mà bản thân bà không sở hữu hay không. Các hội đồng của các nam tước và linh mục người Pháp và Đại học Paris đã quyết định rằng những người đàn ông có quyền thừa kế thông qua mẹ của họ nên được loại trừ theo luật Salic. Vì Philip là cháu trai lớn nhất của Philippe III của Pháp qua dòng dõi nam, ông trở thành nhiếp chính thay vì Edward, là cháu ngoại của Philip IV của Pháp và là chắt ngoại của Philip III.
Trong khoảng thời gian mà góa phụ của Charles IV đang chờ đợi để sinh con, Philip đã vươn lên thành nhiếp chính với sự hỗ trợ của các ông trùm người Pháp, theo mô hình được thiết lập bởi sự kế thừa của Philip V đối với cháu gái Juana II của Navarra. Ông chính thức giữ quyền nhiếp chính từ ngày 9 tháng 2 năm 1328 cho đến ngày 1 tháng 4, khi Jeanne xứ Évreux hạ sinh một cô gái, là Blanche. Khi Blanche sinh ra, Philip được phong là vua và lên ngôi tại Nhà thờ ở Reims vào ngày 29 tháng 5 năm 1328. Sau khi lên ngôi, Philip đã phái Trụ trì Fécamp, Pierre Roger, triệu tập Edward III của Anh để tỏ lòng tôn kính với công tước Aquitaine và Gascony. Sau lệnh triệu tập thứ hai tiếp theo từ Philip, Edward đến Nhà thờ Amiens vào ngày 6 tháng 6 năm 1329 và nói lời thề của mình theo cách như vậy để gây ra nhiều tranh chấp trong những năm sau đó.
Sự thay đổi triều đại đã dẫn đến một số hậu quả khác: Charles IV cũng từng là Vua của Navarre, nhưng không giống như vương miện của Pháp, vương miện của Navarre không phải tuân theo Luật Salic. Philip VI không phải là người thừa kế cũng không phải là hậu duệ của Juana I của Navarra, người có quyền thừa kế (vương quốc Navarre, cũng như các hạt của Champagne, Troyes, Meaux và Brie) đã ở trong liên minh cá nhân với vương miện của Pháp gần như 50 năm và từ lâu đã được quản lý bởi cùng một bộ máy hoàng gia được thành lập bởi Philip IV, cha đẻ của bộ máy quan liêu Pháp. Các quận này đã cố thủ chặt chẽ trong thực thể kinh tế và hành chính của các vương quốc Pháp, nằm liền kề với Île-de-France. Philip, tuy nhiên, không được hưởng quyền thừa kế đó; người thừa kế hợp pháp là con gái còn sống sót của Louis X, Juana II tương lai của Navarra, người thừa kế của Juana I của Navarra. Do đó, Navarre đã chuyển cho Joan II, người mà Philip đã ký một thỏa thuận liên quan đến các hạt ở Champagne: cô đã nhận được những vùng đất rộng lớn ở Normandy (liền kề với chồng Philip ở Évreux) và giữ Champagne như một phần của vương miện Pháp.

## Trị vì
Triều đại của Philip gần như bị bị khủng hoảng, mặc dù triều đại bắt đầu bằng một thành công quân sự ở Flanders tại Trận Cassel (tháng 8 năm 1328), nơi lực lượng của Philip tái chiếm Louis I xứ Flandre, người đã bị một cuộc cách mạng phổ biến phá vỡ. Vợ của Philip, Joan the Lame, đã đưa ra lần đầu tiên trong nhiều cuộc biểu tình về năng lực của cô là nhiếp chính khi vắng mặt.
Philip ban đầu rất thích mối quan hệ tương đối thân thiện với Edward III, và họ đã lên kế hoạch cho một cuộc thập tự chinh cùng nhau vào năm 1332, nhưng điều này không bao giờ được thực hiện. Tuy nhiên, tình trạng của Nữ công tước Aquitaine vẫn là một điểm nhức nhối, và căng thẳng gia tăng. Philip đã cung cấp nơi ẩn náu cho David II của Scotland vào năm 1334 và tuyên bố mình là nhà vô địch về lợi ích của mình, khiến Edward nổi giận. Đến năm 1336, họ là kẻ thù của nhau, mặc dù chưa công khai chiến tranh.
Philip đã ngăn chặn thành công một thỏa thuận giữa giáo hoàng Avignon và Hoàng đế La Mã thần thánh Louis IV, mặc dù vào tháng 7 năm 1337 Louis đã kết thúc liên minh với Edward III. Vi phạm cuối cùng với Anh xảy ra khi Edward đề nghị tị nạn với Robert III của Artois, trước đây là một trong những cố vấn đáng tin cậy của Philip, sau khi Robert cam kết giả mạo để cố gắng để có được một tài sản thừa kế. Khi mối quan hệ giữa Philip và Edward trở nên tồi tệ, vị thế của Robert ở Anh được củng cố. Vào ngày 26 tháng 12 năm 1336, Philip chính thức yêu cầu dẫn độ Robert sang Pháp. Vào ngày 24 tháng 5 năm 1337, Philip tuyên bố rằng Edward đã tịch thu Aquitaine vì sự bất tuân và che chở cho "kẻ thù trần gian của nhà vua", Robert của Artois. Do đó, Chiến tranh Trăm năm bắt đầu, và bị phức tạp hóa bởi yêu sách đổi mới của Edward đối với ngai vàng của Pháp để trả thù việc tịch thu Aquitaine.

### Chiến tranh trăm năm bùng nổ

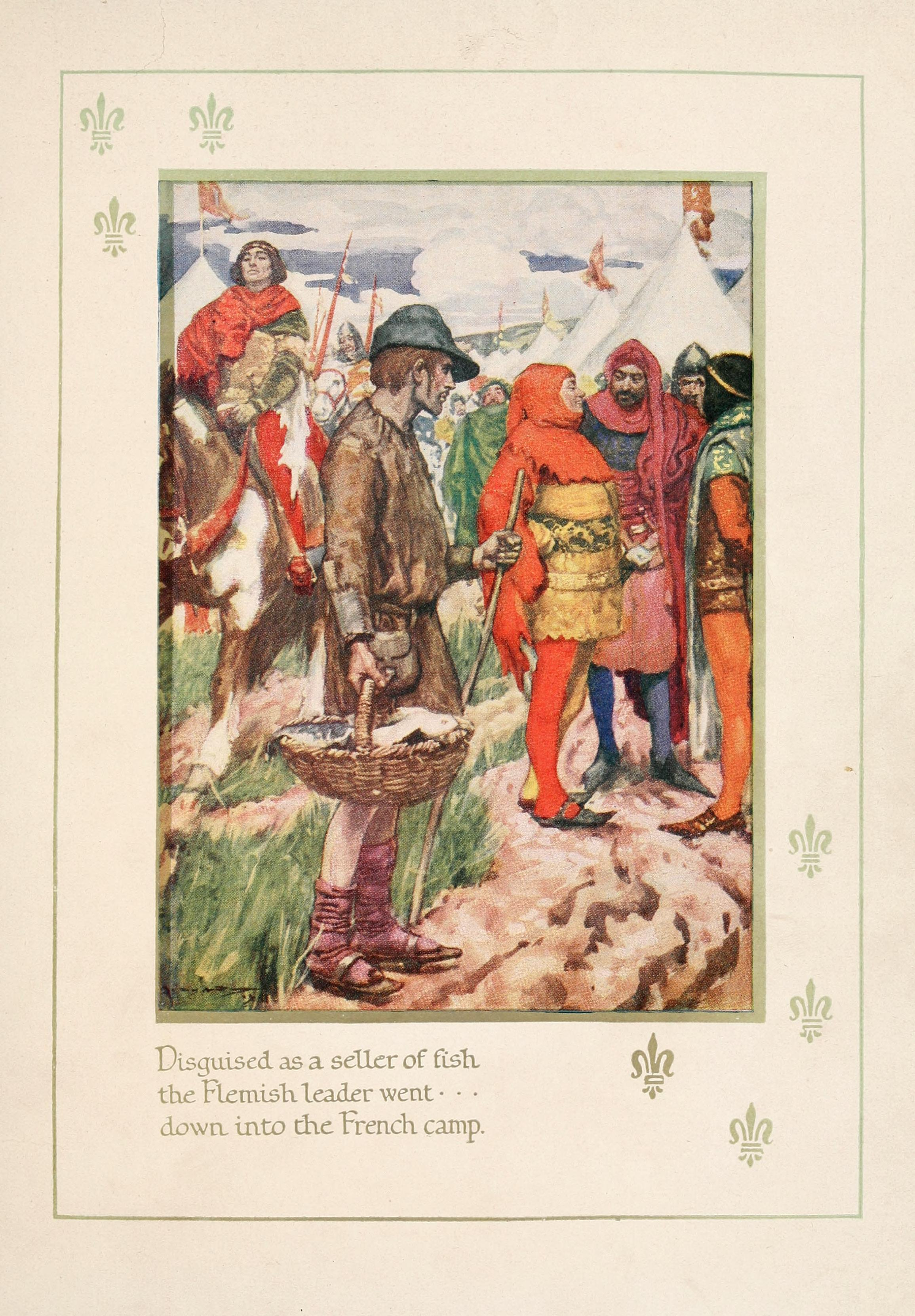
Quân đội Pháp dưới thời Philip

Philip bước vào Chiến tranh Trăm năm trong khi nắm một vị trí quyền lực tương đối. Pháp bấy giờ là một vương quốc giàu có, đông dân hơn nước Anh và đang ở đỉnh cao của vinh quang thời trung cổ. Trong các giai đoạn mở đầu của cuộc chiến, phần lớn đã thành công đối với người Pháp.
Trên biển, những người tư nhân Pháp đã đột kích, đốt cháy các thị trấn và vận chuyển dọc theo bờ biển phía nam và đông nam nước Anh. Người Anh đã thực hiện một số cuộc tấn công trả đũa, bao gồm cả việc đốt một hạm đội ở bến cảng Boulogne-sur-Mer, nhưng người Pháp phần lớn chiếm thế thượng phong. Với sức mạnh biển của mình được thành lập, Philip đã ra lệnh tấn công vào năm 1339 để chuẩn bị một cuộc xâm lược của Anh (Pháp lệnh Normandy) và bắt đầu xây dựng một hạm đội ngoài khơi bờ biển Zeeland tại Sluys. Tuy nhiên, vào tháng 6 năm 1340, trong Trận Sluys cay đắng, người Anh đã tấn công cảng và bắt hoặc phá hủy các con tàu ở đó, chấm dứt nguy cơ xâm lược của người Pháp
Trên đất liền, Edward III chủ yếu tập trung vào Flanders và các quốc gia thấp, nơi Edward đã có được các đồng minh thông qua ngoại giao và hối lộ. Một cuộc đột kích vào năm 1339 (chevauchée đầu tiên) vào Picardy đã kết thúc một cách phi thường khi Philip khôn ngoan từ chối đưa ra trận chiến. Khoản tài chính mảnh khảnh của Edward sẽ không cho phép ông ta chơi một trò chơi đang nguy hiểm và liều lĩnh, và buộc Edward phải rút vào Flanders và trở về Anh để kiếm thêm tiền. Vào tháng 7 năm 1340, Edward trở lại và gắn kết Cuộc bao vây Tournai. Đến tháng 9 năm 1340, Edward gặp khó khăn về tài chính, hầu như không thể trả tiền hoặc nuôi sống quân đội của mình và sẵn sàng đối thoại. Sau khi ở Bouvines được một tuần, Philip cuối cùng đã được thuyết phục gửi Joan xứ Valois, Nữ bá tước Hainaut (em gái Philip) để thảo luận về các điều khoản để chấm dứt cuộc bao vây. Vào ngày 23 tháng 9 năm 1340, một thỏa thuận ngừng bắn kéo dài chín tháng đã đạt được.
Cho đến nay, cuộc chiến đã diễn ra khá tốt đẹp đối với Philip và người Pháp. Mặc dù thường bị dập khuôn là những kẻ bất tài hào hiệp, Philip và lính của ông thực tế đã thực hiện một chiến lược Fabian thành công chống lại Edward khi Edward bị mắc nợ và chống lại sự nhạt nhẽo khi chiến đấu đơn lẻ hoặc chiến đấu với hai trăm hiệp sĩ mà Philip đưa ra. Năm 1341, Cuộc chiến thành công của người Breton đã cho phép người Anh đặt các đồn bốt vĩnh viễn ở Bretagne. Tuy nhiên, Philip vẫn ở trong một vị trí chỉ huy: trong các cuộc đàm phán do giáo hoàng phân xử vào năm 1343, ông đã từ chối lời đề nghị của Edward để chấm dứt chiến tranh để đổi lấy Công tước Aquitaine hoàn toàn chủ quyền.
Cuộc tấn công tiếp theo diễn ra vào năm 1345, khi Bá tước xứ Derby tràn ngập Agenais (mất hai mươi năm trước trong Chiến tranh Saint-Sardos) và chiếm Angoulême, trong khi các lực lượng ở Bretagne dưới thời Ngài Thomas Dagworth cũng kiếm được. Người Pháp đã đáp trả vào mùa xuân năm 1346 bằng một cuộc phản công lớn chống lại Aquitaine, nơi một đội quân dưới quyền John, Công tước xứ Normandy, bao vây Derby tại Aiguillon. Theo lời khuyên của Godfrey Harcourt (như Robert III của Artois, một nhà quý tộc Pháp bị trục xuất), Edward đi thuyền đến Normandy thay vì Aquitaine. Như Harcourt dự đoán, người Norman không sẵn sàng cho chiến tranh, và nhiều người trong số những người chiến đấu đã ở Aiguillon. Edward đã cướp phá và đốt cháy đất nước khi anh ta đi, đưa Caen và tiến đến Poissy và sau đó rút lui trước khi quân đội Philip vội vã tập hợp tại Paris. Trượt qua Somme, Edward đứng dậy để chiến đấu tại Crécy.
Gần phía sau ông, Philip đã lên kế hoạch tạm dừng trong đêm và sắp xếp lại vị trí tiếng Anh trước khi đưa ra trận chiến vào ngày hôm sau. Tuy nhiên, quân đội của ông đã bị mất trật tự, và những con đường bị kẹt lại bởi phía sau của quân đội sắp tới, và bởi nông dân địa phương tức giận kêu gọi báo thù người Anh. Thấy họ vô vọng để kiểm soát, Philip ra lệnh cho một cuộc tổng tấn công khi màn đêm buông xuống. Do đó bắt đầu Trận chiến Crécy. Khi trận chiến đó được thực hiện, quân đội Pháp đã bị tiêu diệt và Philip bị thương hầu như không thoát khỏi và bị bắt. Vận may đã quay lưng lại với người Pháp.
Người Anh nắm bắt tình hình và chiếm được lợi thế nhanh chóng. Normandy gọi cuộc bao vây Aigu illon và rút lui về phía bắc, trong khi Sir Thomas Dagworth bắt Charles of Blois ở Bretagne. Quân đội Anh rút về từ Crécy để tiến hành bao vây Calais;một thị trấn "tỏ ra bướng bỉnh", nhưng người Anh đã xác định đượcvà họ dễ dàng bao vây. Philip đã lãnh đạo một đội quân giải tỏa vào tháng 7 năm 1347, nhưng không giống như Cuộc bao vây Tournai, giờ đây Edward đã chiếm thế thượng phong. Với sự cướp bóc của đoàn thám hiểm Norman và những cải cách mà Edward đã thực hiện trong hệ thống thuế của mình, ông có thể giữ vững các đường bao vây của mình và chờ đợi một cuộc tấn công mà Philip không dám đưa ra. Philip đã bị đẩy vào thế ngõ cụt và nhanh chóng đầu hàng vào tháng 8 cùng năm.

### Những năm cuối cùng
Sau thất bại tại Crécy và đánh mất vùng Calais vào tay người Anh, vùng Estates của Pháp đã từ chối quyên tiền cho Philip, tạm dừng kế hoạch phản công bằng cách xâm chiếm nước Anh. Năm 1348, Cái chết đen tấn công nước Pháp và trong vài năm tới đã giết chết một phần ba dân số, bao gồm cả Nữ hoàng Joan. Tình trạng thiếu lao động đã khiến lạm phát tăng vọt, và nhà vua đã cố gắng cố định giá cả, tiếp tục làm ổn định đất nước. Cuộc hôn nhân thứ hai của ông với con trai đã hứa hôn với Blanche của Navarre đã xa lánh con trai và nhiều quý tộc khỏi nhà vua.
Thành tựu lớn cuối cùng của Philip là mua lại Dauphiné và lãnh thổ của thành phố Montpellier ở Languedoc năm 1349. Khi ông qua đời năm 1350, Pháp là một đất nước bị chia rẽ đầy bất ổn xã hội. Philip VI qua đời tại Tu viện Coulombes, Eure-et-Loir, vào ngày 22 tháng 8 năm 1350 và được an táng với người vợ thứ hai, Blanche of Navarre, tại vương cung thánh đường Denis, mặc dù nội tạng của ông được chôn cất riêng tại nhà thờ Couvent des Jacobins nhưng đã bị phá hủy ở Paris. Ông đã được kế vị bởi con trai đầu của mình bởi người vợ thứ nhất Joan of Burgundy sinh ra, người đã trở thành John II.

## Hôn nhân và con cái

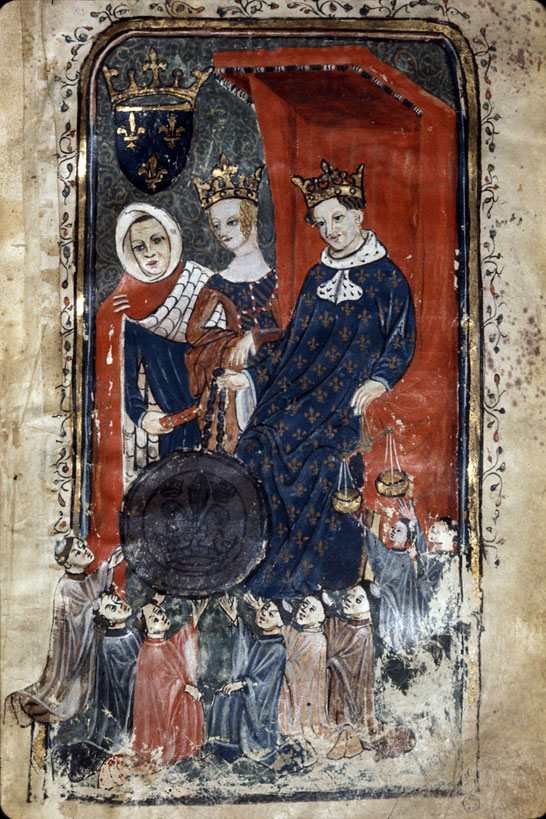
Philip VI và người vợ đầu tiên, nữ hoàng Joan khuyết tật.

Vào tháng 7 năm 1313, Philip kết hôn với nữ hoàng Joan the Lame (khuyết tật) (tiếng Pháp: Jeanne), con gái của Robert II xứ Bourgogne, và Agnes của Pháp, con gái út của Louis IX. Trong một khuynh hướng mỉa mai với sự lên ngôi "nam" của mình thì Joan lại tỏ ra thông minh, mạnh mẽ, một nhiếp chính có đảm bảo "Giỏi việc nước - Đảm việc nhà" của Pháp trong các chiến dịch quân sự dài của nhà vua. Joan được cho là trợ lý đằng sau ngai vàng và là được xem là người thống trị thực sự của Pháp chỉ sau Philip.
Nữ hoàng Joan và Philip có tất cả 9 người con, 6 trai và 3 gái, nhưng chỉ hai người sống sót đến khi trưởng thành.:
1. John II của Pháp (26 tháng 4 năm 1319 - 8 tháng 4 năm 1364).[21] Vua Pháp, kết hôn với Jutta của Bohemia và Jeanne I xứ Auvergne.
2. Marie (1326 - 22 tháng 9 năm 1333), người kết hôn với John của Brabant, con trai và người thừa kế của Jean III xứ Brabantt, nhưng đã chết yểu ngay sau đó vì lí do không rõ.
3. Louis (sinh ra và mất ngày 17 tháng 1 năm 1329).
4. Louis (8 tháng 6 năm 1330 - 23 tháng 6 năm 1330).
5. Một người con trai [John?] (Sinh ra và mất ngày 2 tháng 10 năm 1333).
6. Một người con trai (28 tháng 5 năm 1335), chết non.
7. Philip (1 tháng 7 năm 1336 - 1 tháng 9 năm 1375), Công tước xứ Orleans, kết hôn với Blanche, con gái vua Charles IV.
8. Joan (sinh và mất tháng 11 năm 1337).
9. Một đứa con trai (sinh ra và mất vào mùa hè năm 1343).

Sau khi Joan qua đời vào năm 1349, Philip kết hôn với Blanca của Navarra, cháu ngoại xa của mình, con gái của Juana II và Felipe III của Navarra, vào ngày 11 tháng 1 năm 1350. Blanche và Philippe chỉ có một cô con gái và Philip mất luôn cùng năm sau đó, còn Blanca thì nhanh chóng từ Vương hậu Pháp xuống thành goá phụ trong vòng chưa đầy 1 năm. Bà trở về quê hương mình sống và không ở lại Hoàng gia nhưng không được làm Thái hậu do không phải mẹ ruột của Jean II, vua Pháp và cũng như không có quyền làm nhiếp chính.
- Jeanne (tháng 5 năm 1351 - 16 tháng 9 năm 1371),[21] người dự định kết hôn với John I của Aragon, nhưng đã mất trong đường đi để đính hôn.

## Tổ tiên
| \| \| \| \| \| \| \| \| \| \| \| 8. Louis IX của Pháp \| \| \| \| \| \| \| \| \| \| \| \| \| \| \| \| \| \| \| \| \| \| \| \| \| \| \| \| \| \| \| \| \| \| \| \| \| \| \| \| \| \| \| \| \| \| \| \| \| \| \| 4. Philippe III của Pháp \| \| \| \| \| \| \| \| \| \| \| \| \| \| \| \| \| \| \| \| \| \| \| \| \| \| \| \| \| \| \| \| \| \| \| \| \| \| \| \| \| \| \| \| \| \| \| \| \| \| \| \| \| \| \| \| \| \| \| \| 9. Marguerite xứ Provence \| \| \| \| \| \| \| \| \| \| \| \| \| \| \| \| \| \| \| \| \| \| \| \| \| \| \| \| \| \| \| \| \| \| \| \| \| \| \| \| \| \| \| \| \| \| \| \| \| \| \| \| \| \| \| \| \| \| \| \| 2. Charles, Bá tước xứ Valois \| \| \| \| \| \| \| \| \| \| \| \| \| \| \| \| \| \| \| \| \| \| \| \| \| \| \| \| \| \| \| \| \| \| \| \| \| \| \| \| \| \| \| \| \| \| \| \| \| \| \| \| \| \| \| \| \| \| \| \| 10. Jaume I của Aragon \| \| \| \| \| \| \| \| \| \| \| \| \| \| \| \| \| \| \| \| \| \| \| \| \| \| \| \| \| \| \| \| \| \| \| \| \| \| \| \| \| \| \| \| \| \| \| \| \| \| \| \| \| \| \| \| \| \| \| \| 5. Isabel của Aragón \| \| \| \| \| \| \| \| \| \| \| \| \| \| \| \| \| \| \| \| \| \| \| \| \| \| \| \| \| \| \| \| \| \| \| \| \| \| \| \| \| \| \| \| \| \| \| \| \| \| \| \| \| \| \| \| \| \| \| \| 11. Jolán của Hungary \| \| \| \| \| \| \| \| \| \| \| \| \| \| \| \| \| \| \| \| \| \| \| \| \| \| \| \| \| \| \| \| \| \| \| \| \| \| \| \| \| \| \| \| \| \| \| \| \| \| \| \| \| \| \| \| \| \| \| \| 1. Philip VI \| \| \| \| \| \| \| \| \| \| \| \| \| \| \| \| \| \| \| \| \| \| \| \| \| \| \| \| \| \| \| \| \| \| \| \| \| \| \| \| \| \| \| \| \| \| \| \| \| \| \| \| \| \| \| \| \| \| \| \| 12. Charles I cảu Naples \| \| \| \| \| \| \| \| \| \| \| \| \| \| \| \| \| \| \| \| \| \| \| \| \| \| \| \| \| \| \| \| \| \| \| \| \| \| \| \| \| \| \| \| \| \| \| \| \| \| \| \| \| \| \| \| \| \| \| \| 6. Charles II xứ Anjou \| \| \| \| \| \| \| \| \| \| \| \| \| \| \| \| \| \| \| \| \| \| \| \| \| \| \| \| \| \| \| \| \| \| \| \| \| \| \| \| \| \| \| \| \| \| \| \| \| \| \| \| \| \| \| \| \| \| \| \| 13. Beatrice của Provence \| \| \| \| \| \| \| \| \| \| \| \| \| \| \| \| \| \| \| \| \| \| \| \| \| \| \| \| \| \| \| \| \| \| \| \| \| \| \| \| \| \| \| \| \| \| \| \| \| \| \| \| \| \| \| \| \| \| \| \| 3. Margaret của Naples \| \| \| \| \| \| \| \| \| \| \| \| \| \| \| \| \| \| \| \| \| \| \| \| \| \| \| \| \| \| \| \| \| \| \| \| \| \| \| \| \| \| \| \| \| \| \| \| \| \| \| \| \| \| \| \| \| \| \| \| 14. István V của Hungary \| \| \| \| \| \| \| \| \| \| \| \| \| \| \| \| \| \| \| \| \| \| \| \| \| \| \| \| \| \| \| \| \| \| \| \| \| \| \| \| \| \| \| \| \| \| \| \| \| \| \| \| \| \| \| \| \| \| \| \| 7. Maria của Hungary \| \| \| \| \| \| \| \| \| \| \| \| \| \| \| \| \| \| \| \| \| \| \| \| \| \| \| \| \| \| \| \| \| \| \| \| \| \| \| \| \| \| \| \| \| \| \| \| \| \| \| \| \| \| \| \| \| \| \| \| 15. Elizabeth, Vương hậu Hungary \| \| \| \| \| \| \| \| \| \| \| \| \| \| \| \| \| \| \| \| \| \| \| \| \| \| \| \| \| \| \| \| \| \| \| \| \| \| \| \| \| \| \| |                                  |  |  |  |  |  |  |  |  |                      |  |  |  |
| |                                  |  |  |  |  |  |  |  |  | 8. Louis IX của Pháp |  |  |  |
| |                                  |  |  |  |  |  |  |  |  |                      |  |  |  |
| |                                  |  |  |  |  |  |  |  |  |                      |  |  |  |
| |                                  |  |  |  |  |  |  |  |  |                      |  |  |  |
| | 4. Philippe III của Pháp         |  |  |  |  |  |  |  |  |                      |  |  |  |
| |                                  |  |  |  |  |  |  |  |  |                      |  |  |  |
| |                                  |  |  |  |  |  |  |  |  |                      |  |  |  |
| |                                  |  |  |  |  |  |  |  |  |                      |  |  |  |
| | 9. Marguerite xứ Provence        |  |  |  |  |  |  |  |  |                      |  |  |  |
| |                                  |  |  |  |  |  |  |  |  |                      |  |  |  |
| |                                  |  |  |  |  |  |  |  |  |                      |  |  |  |
| |                                  |  |  |  |  |  |  |  |  |                      |  |  |  |
| | 2. Charles, Bá tước xứ Valois    |  |  |  |  |  |  |  |  |                      |  |  |  |
| |                                  |  |  |  |  |  |  |  |  |                      |  |  |  |
| |                                  |  |  |  |  |  |  |  |  |                      |  |  |  |
| |                                  |  |  |  |  |  |  |  |  |                      |  |  |  |
| | 10. Jaume I của Aragon           |  |  |  |  |  |  |  |  |                      |  |  |  |
| |                                  |  |  |  |  |  |  |  |  |                      |  |  |  |
| |                                  |  |  |  |  |  |  |  |  |                      |  |  |  |
| |                                  |  |  |  |  |  |  |  |  |                      |  |  |  |
| | 5. Isabel của Aragón             |  |  |  |  |  |  |  |  |                      |  |  |  |
| |                                  |  |  |  |  |  |  |  |  |                      |  |  |  |
| |                                  |  |  |  |  |  |  |  |  |                      |  |  |  |
| |                                  |  |  |  |  |  |  |  |  |                      |  |  |  |
| | 11. Jolán của Hungary            |  |  |  |  |  |  |  |  |                      |  |  |  |
| |                                  |  |  |  |  |  |  |  |  |                      |  |  |  |
| |                                  |  |  |  |  |  |  |  |  |                      |  |  |  |
| |                                  |  |  |  |  |  |  |  |  |                      |  |  |  |
| | 1. Philip VI                     |  |  |  |  |  |  |  |  |                      |  |  |  |
| |                                  |  |  |  |  |  |  |  |  |                      |  |  |  |
| |                                  |  |  |  |  |  |  |  |  |                      |  |  |  |
| |                                  |  |  |  |  |  |  |  |  |                      |  |  |  |
| | 12. Charles I cảu Naples         |  |  |  |  |  |  |  |  |                      |  |  |  |
| |                                  |  |  |  |  |  |  |  |  |                      |  |  |  |
| |                                  |  |  |  |  |  |  |  |  |                      |  |  |  |
| |                                  |  |  |  |  |  |  |  |  |                      |  |  |  |
| | 6. Charles II xứ Anjou           |  |  |  |  |  |  |  |  |                      |  |  |  |
| |                                  |  |  |  |  |  |  |  |  |                      |  |  |  |
| |                                  |  |  |  |  |  |  |  |  |                      |  |  |  |
| |                                  |  |  |  |  |  |  |  |  |                      |  |  |  |
| | 13. Beatrice của Provence        |  |  |  |  |  |  |  |  |                      |  |  |  |
| |                                  |  |  |  |  |  |  |  |  |                      |  |  |  |
| |                                  |  |  |  |  |  |  |  |  |                      |  |  |  |
| |                                  |  |  |  |  |  |  |  |  |                      |  |  |  |
| | 3. Margaret của Naples           |  |  |  |  |  |  |  |  |                      |  |  |  |
| |                                  |  |  |  |  |  |  |  |  |                      |  |  |  |
| |                                  |  |  |  |  |  |  |  |  |                      |  |  |  |
| |                                  |  |  |  |  |  |  |  |  |                      |  |  |  |
| | 14. István V của Hungary         |  |  |  |  |  |  |  |  |                      |  |  |  |
| |                                  |  |  |  |  |  |  |  |  |                      |  |  |  |
| |                                  |  |  |  |  |  |  |  |  |                      |  |  |  |
| |                                  |  |  |  |  |  |  |  |  |                      |  |  |  |
| | 7. Maria của Hungary             |  |  |  |  |  |  |  |  |                      |  |  |  |
| |                                  |  |  |  |  |  |  |  |  |                      |  |  |  |
| |                                  |  |  |  |  |  |  |  |  |                      |  |  |  |
| |                                  |  |  |  |  |  |  |  |  |                      |  |  |  |
| | 15. Elizabeth, Vương hậu Hungary |  |  |  |  |  |  |  |  |                      |  |  |  |
| |                                  |  |  |  |  |  |  |  |  |                      |  |  |  |
| |                                  |  |  |  |  |  |  |  |  |                      |  |  |  |

## Trong tiểu thuyết
Philip là một nhân vật trong Les Rois maudits (The Accursed Kings, tạm dịch là Những vị vua bị nguyền rủa), một bộ tiểu thuyết lịch sử Pháp của Maurice Druon. Ông đã được Benoît Brione miêu tả trong bộ phim miniseries năm 1972 của Pháp, và bởi Malik Zidi trong bản chuyển thể năm 2005.